# 丘疹
丘疹（きゅうしん、papule）とは直径1cm以下の皮膚の隆起。発疹の分類の一つ。表皮のみ、真皮のみあるいはその両方が肥厚する場合がある。ノミアレルギー、蚊の刺咬後、天然痘の初期などにおいて認められる。

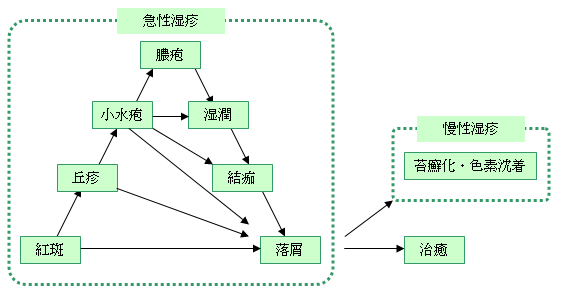
湿疹の三角形